# Malattia di Yushō
La malattia di Yushō (油症? lett. "malattia dell'olio") fu un avvelenamento di massa causato da policlorobifenili (PCB) nel nord dell'isola giapponese di Kyūshū, nel 1968.

## Storia
Nel gennaio del 1968, l'olio di riso prodotto dalla Kanemi Company a Kyūshū fu contaminato, durante il processo produttivo, con PCB e dibenzofurani policlorurati (PCDF). Per la deodorizzazione (deodorization) ad alta temperatura e bassa pressione, l'olio veniva riscaldato all'interno di scambiatori di calore che utilizzavano come fluido circolante nelle serpentine di scambio il PCB, liquido viscoso, giallo chiaro, comunemente utilizzato per il raffreddamento dei trasformatori elettrici. A causa dei difetti nella tenuta dei tubi, parte del PCB si mischiò con l'olio di riso in lavorazione (i PCB sono estremamente solubili nei grassi). I residui oleosi della lavorazione furono venduti agli agricoltori come mangime per animali e l'olio raffinato ai consumatori come olio da cucina. Tra il febbraio e il marzo del 1968, gli agricoltori denunciarono che i loro polli si ammalavano e morivano per apparente insufficienza respiratoria; morirono 400.000 capi di pollame. Circa 14.000 persone, che avevano consumato l'olio di riso, furono colpite dall'intossicazione. Tra queste più di 500 morirono per le conseguenze dell'intossicazione. I sintomi più comuni dell'intossicazione comprendevano lesioni cutanee ed oculari, ciclo mestruale irregolare e immunodepressione. Altri sintomi comprendevano spossatezza, mal di testa, tosse, e secchezza della pelle. Inoltre si riscontrava scarso sviluppo cognitivo nei bambini.
I danni persistono (2003) nel tempo, con sintomi di spossatezza, perdita di peso, mal di testa, insensibilità, nevralgia. Inoltre, uno studio su 214 donne soggette all'intossicazione ha rilevato un raddoppio degli aborti spontanei e un aumento di cinque volte delle nascite premature.
Dopo un decennio, a Taiwan nel 1979 si ebbe un disastro analogo. Di nuovo, l'olio di riso venne contaminato da scambiatori di calore, alimentati a PCB, difettosi. In questa occasione l'intossicazione fu definita la malattia di Yu-cheng (油症S). Furono riscontrati gli stessi sintomi da avvelenamento da PCB e PCDF soprattutto nei bambini.
A seguito di questi incidenti furono svolti studi sulla tossicità dei PCB e dei PCDF e dei loro effetti sull'ambiente. Fu scoperto che, diffusi nell'ambiente, per la loro stabilità e liposolubilità tendevano ad accumularsi nella catena alimentare uccidendo gli animali all'apice; ne fu, conseguentemente, limitato l'uso.